# Jaropolk Lapsjin
Jaropolk Lapsjin (russisk: Яропо́лк Леони́дович Лапши́н) (født 28. september 1920 i Novomoskovsk i Ukrainske SSR, død 26. oktober 2011 i Moskva i Rusland) var en sovjetisk filminstruktør.

## Filmografi
- Pora tajozjnogo podsnezjnika (Пора таёжного подснежника, 1958)[2][3]
- Privalovskije milliony (Приваловские миллионы, 1972)
- Demidovy (Демидовы, 1983)
- Prodlis, prodlis, otjarovanje... (Продлись, продлись, очарованье…, 1984)
- Pered rassvetom (Перед рассветом, 1989)
- Ja objavljaju vam vojnu (Я объявляю вам войну, 1990)